# Caspar Mathias Spoo
Caspar Mathias Spoo (Echternach, 7 januari 1837 - 17 maart 1914, Esch-sur-Alzette) was een Luxemburgs grootindustrieel, dichter, en politicus. Hij wordt beschouwd als de vader van het socialisme in het groothertogdom Luxemburg.

## Biografie

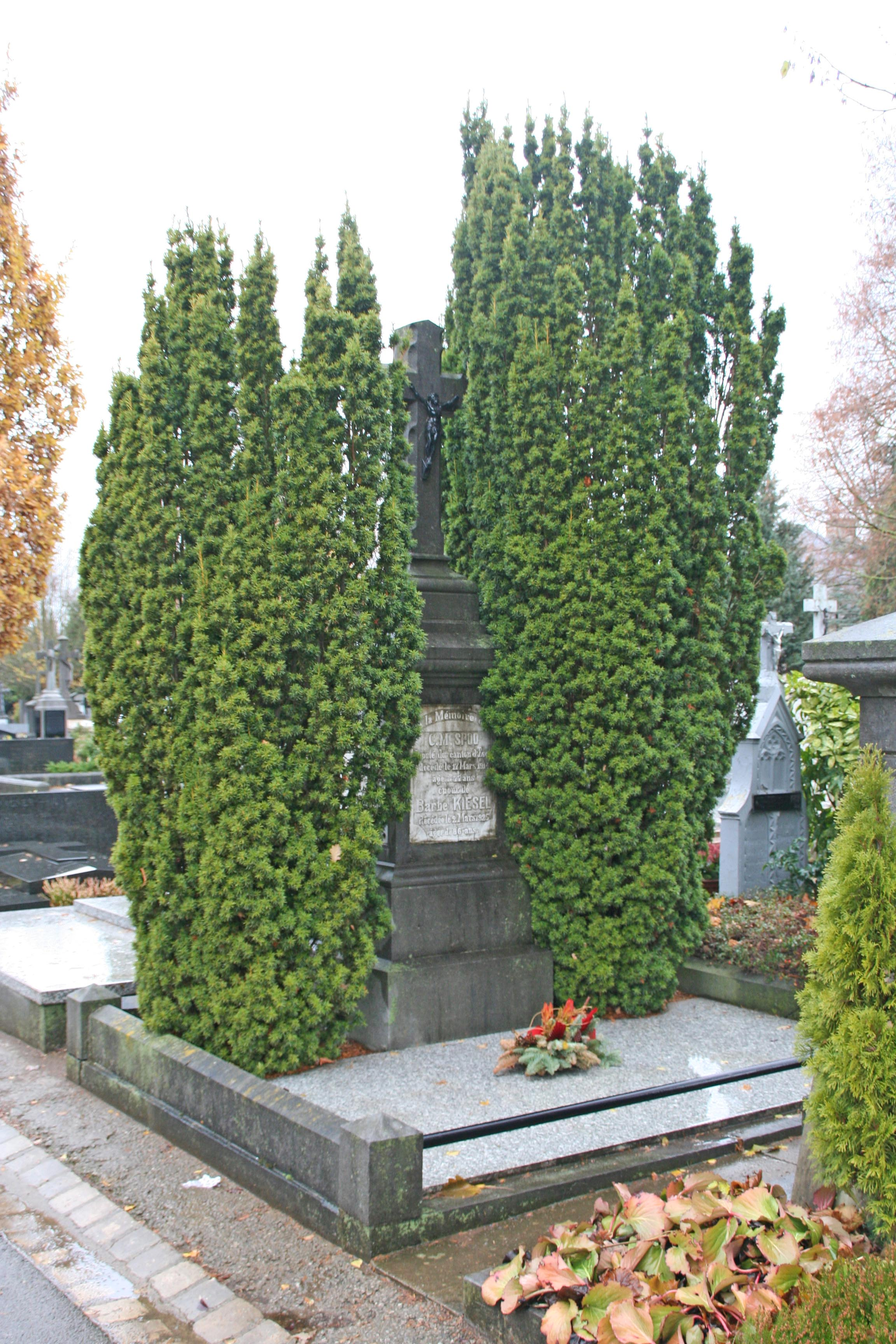
Graf van Caspar Mathias Spoo op het Sint Jozef Kerkhof te Esch-sur-Alzette

Spoo stichtte samen met André Duchscher een werkplaats voor het herstel van landbouwmachines te Wecker. In 1890 stichtte hij een eigen werkplaats in Esch-sur-Alzette (Maschinenfabrik Spoo & Co.). Als directeur van zijn werkplaatsen zorgde hij voor goede werkomstandigheden voor zijn personeel.
Spoo was diep bewogen door de leefomstandigheden van de arbeiders in de staalindustrie van het kanton Esch-sur-Alzette. Met gelijkgestemden, zoals Michel Welter en Bernard Krach, stelde Spoo een programma op waarin betere arbeidsvoorwaarden en sociale voorzieningen de boventoon voerden. In 1896 besloot Spoo zich als onafhankelijke socialist te kandideren voor de parlementsverkiezingen van dat jaar. Spoo werd in de Kamer van Afgevaardigden gekozen voor het kanton Esch-sur-Alzette. Spoo hield zijn inaugurale rede in het Luxemburgs (Lëtzebuergesch). Op 8 december 1896 werd er gestemd om een door Spoo ingediend wetsvoorstel om de Luxemburgse taal te erkennen als een officiële taal. Spoo hield een krachtige rede waarin hij zijn wetsvoorstel toelichtte, en mede hierdoor stemden alle Kamerleden, met uitzondering van Joseph Bitencourt, vóór het wetsvoorstel.
In 1912 werd de Schoolwet door de Kamer van Afgevaardigden aangenomen. Mede dankzij de inzet van Spoo werd het Luxemburgs een verplicht te leren taal voor kinderen op de lagere school.
Spoo overleed op 17 maart 1914 op 77-jarige leeftijd. Bij zijn begrafenis op het Sint Jozef Kerkhof werd de lijkrede gehouden door de socialistische leider Michel Welter. Welter noemde hem het "geweten van het Luxemburgse socialisme".
Zijn zoon Armand Spoo was van 1909 tot 1911 burgemeester van Esch-sur-Alzette.

## Ideologie
Spoo geloofde in een praktisch socialisme. Anders dan bijvoorbeeld Welter was Spoo geen marxist en hield hij zich niet bezig met socialistische theorieën. Naast socialist was hij ook een nationalist. Hij zette zich in voor de erkenning van de Luxemburgse taal.
Spoo was een groot bewonderaar en vriend van de schrijver Michel Rodange (1827-1876). Hij was prominent aanwezig op de zogenoemde Rodange Avonden, waarop hij voordroeg uit Rodanges bekendste werk Renert oder de Fuuss am Frack an a Maansgréisst (Van den vos Reynaerde). Net als Rodange schreef Spoo gedichten in het Luxemburgs. Van Spoos hand verschenen enkele dichtbundels.